# The Pleasure Principle (Treat)
The Pleasure Principle è il secondo album dei Treat, pubblicato nel 1986 per l'etichetta discografica Mercury Records.

## Tracce
1. Rev it Up – 3:51
2. Waiting Game – 4:13
3. Love Stroke – 3:45
4. Eyes on Fire – 4:04
5. Take My Hand – 5:00
6. Fallen Angel – 4:12
7. Caught in the Line of Fire – 4:09
8. Strike Without a Warning – 4:20
9. Ride Me High – 3:23
10. Steal Your Heart Away – 3:58

### Tracce bonus (solo ristampa 2001)
- 11. Rev it Up [live] 4:16

## Formazione
- Robert Ernlund - voce
- Anders Wikstrom - chitarra, tastiere
- Lillen Liljegren - chitarra
- Ken Siewertson - basso, cori
- Leif Sundin - batteria, cori